# Titaguas
Titaguas (em castelhano e oficialmente) ou Titaigües (em valenciano) é um município da Espanha na província de Valência, Comunidade Valenciana. Tem 63,2 km² de área e em 2021 tinha 470 habitantes (densidade: 7,4 hab./km²).

## Demografia
| Variação demográfica do município entre 1991 e 2004 | Variação demográfica do município entre 1991 e 2004 | Variação demográfica do município entre 1991 e 2004 | Variação demográfica do município entre 1991 e 2004 |
| --------------------------------------------------- | --------------------------------------------------- | --------------------------------------------------- | --------------------------------------------------- |
| 1991                                                | 1996                                                | 2001                                                | 2004                                                |
| 618                                                 | 556                                                 | 527                                                 | 544                                                 |